# Polypera simushirae
Polypera simushirae és una espècie de peix pertanyent a la família dels lipàrids i l'única del gènere Polypera.

## Descripció
- Fa 77 cm de llargària màxima i 11 kg de pes.[3][4]

## Alimentació
Menja sobretot peixos.

## Hàbitat
És un peix marí, de clima temperat i demersal que viu entre 0-833 m de fondària.

## Distribució geogràfica
Es troba al Pacífic nord-occidental: el Japó, les illes Kurils i el sud-est de Kamtxatka.

## Observacions
És inofensiu per als humans.